# Восточное (Томская область)
Восточное — упразднённый в 2004 году посёлок в Чаинском районе Томской области России. Входил в состав Подгорнского сельского поселения.

## География
Располагался на реке Икса.

## История
Возник в 1930-е годы как спецпереселенческий поселок Восточный. По данным на 1938 г. посёлок относился к Подгонской поселковой комендатуре, в нём размещалось 15 семей спецпереселенцев, в том числе 32 мужчины, 28 женщин и 29 детей до 16 лет.
Во время переписи 2002 года входил в Подгорнский сельский территориальный округ.
Упразднен в 2004 году.

## Население
| 1938 | 1940 | 1956 | 1995 | 1996 | 1997 | 1998 | 1999 | 2002 |
| ---- | ---- | ---- | ---- | ---- | ---- | ---- | ---- | ---- |
| 89   | ↗121 | ↗276 | ↘69  | ↘65  | ↘63  | ↘58  | ↘36  | ↘1   |

Национальный состав
Согласно результатам переписи 2002 года, в национальной структуре населения русские составляли 100 % из общей численности населения в 1 человек.